# Madrigalejo del Monte
Madrigalejo del Monte est une commune d'Espagne dans la communauté autonome de Castille-et-León, province de Burgos. Elle s'étend sur 25,17 km2 et comptait environ 198 habitants en 2011.